# Laphria reginae
Laphria reginae är en tvåvingeart som beskrevs av Paramonov 1958. Laphria reginae ingår i släktet Laphria och familjen rovflugor. Inga underarter finns listade i Catalogue of Life.